# Hassan (dystrykt)

Lokalizacja dystryktu Hassan

Dystrykt Hassan (Kannada: ಹಾಸನ) jest okręgiem administracyjnym zlokalizowanym w stanie Karnataka w Indiach. Stolicą rejonu jest miasto Hassan. Dystrykt Hassan był siedzibą imperium Hojsala, które w swoim szczytowym okresie rządziło znacznymi częściami południowych Indii z Belur jako jego wczesną stolicą i Halebidu późniejszą stolicą w latach 1000–1334.